# Lawrence Osborne
Lawrence Osborne (Londra, 1958) è uno scrittore e viaggiatore inglese, autore di racconti di viaggio e romanzi.

## Biografia
Nato nel 1958 in inghilterra, vive e lavora a Bangkok.
Dopo gli studi a Cambridge e Harvard, ha vissuto per un decennio a Parigi (città alla quale ha dedicato il saggio Paris dreambook).
Dal suo esordio nel 1986 con Ania Malina, ha scritto racconti di viaggio, saggi (tra cui uno sulla Sindrome di Asperger, uno sull'etnologia e uno sul rapporto tra eros e thanatos) e romanzi. 
Giornalista, scrive per il New York Times, il New Yorker e l'Independent.
In Italia le sue opere sono pubblicate da Adelphi.
Nel 2021 ha vinto il Premio Targone Dorrick con Nella polvere.

## Opere

### Romanzi
- Ania Malina (1986)
- Bangkok (Bangkok Days, 2009), trad. di Matteo Codignola, Milano, Adelphi, 2009, ISBN 978-88-459-2410-1.
- Nella polvere (The Forgiven, 2012), trad. di Mariagrazia Gini, Milano, Adelphi, 2021, ISBN 978-88-459-3601-2.
- La ballata di un piccolo giocatore (The Ballad of a Small Player, 2014), trad. di Mariagrazia Gini, Milano, Adelphi, 2018, ISBN 978-88-459-3312-7.
- Cacciatori nel buio (Hunters in the Dark, 2015), trad. di Mariagrazia Gini, Milano, Adelphi, 2017, ISBN 978-88-459-3200-7.
- L'estate dei fantasmi (Beautiful Animals, 2017), trad. di Mariagrazia Gini, Milano, Adelphi, 2020, ISBN 978-88-459-3493-3.
- Only to Sleep, romanzo col personaggio di Philip Marlowe (2018)
- Il regno di vetro (The Glass Kingdom, 2020), trad. di Mariagrazia Gini, Milano, Adelphi, 2022, ISBN 978-88-459-3700-2.
- Java Road (On Java Road, 2022), trad. di Mariagrazia Gini, Milano, Adelphi, 2023, ISBN 978-88-459-3798-9.

### Raccolte di racconti
- Burning Angel: Collected Stories (2023)

### Saggi
- Paris Dreambook: An Unconventional Guide to the Splendor and Squalor of the City (1990)
- The Poisoned Embrace: A Brief History of Sexual Pessimism (1993)
- American Normal: The Hidden World of Asperger Syndrome (2002)
- The Accidental Connoisseur: An Irreverent Journey Though the Wine World (2004)
- Il turista nudo (The Naked Tourist: In Search of Adventure and Beauty in the Age of the Airport Mall, 2006), trad. di Matteo Codignola, Milano, Adelphi, 2006, ISBN 88-459-2067-4.
- Shangri-la, trad. di Matteo Codignola, Milano, Adelphi, 2008, ISBN 978-88-459-2275-6.
- Santi e bevitori. Un viaggio alcolico in terre astemie (The Wet and the Dry: A Drinker's Journey, 2013), traduzione di Mariagrazia Gini, La collana dei casi n.153, Milano, Adelphi, 2024, ISBN 978-88-459-3902-0.

## Adattamenti cinematografici
- The Forgiven[6], regia di John Michael McDonagh (2021)